# Chinami Tokunaga
Chinami Tokunaga (徳永 千奈美 Chinami Tokunaga?,  născută pe 22 mai 1992 în orașul Kanagawa, Japonia) este o membră a grupului pop japonez Berryz Kobo. Ca și celelalte colege ale sale, în 2002 a fost admisă în grupul Hello! Project Kids.

## Date personale
- Porecle: Chinami, Tokkuriina, Chinacchan, Chii-chan
- Înălțime: 1,62 m

### Grupuri
- Hello Project Kids (din anul 2002)
- Berryz Kobo (din anul 2004)
- Hello Project Allstars (2004)

## Apariții

### Filme
- Koinu Dan no Monogatari (14 decembrie 2002)
- Promise Land ~Clovers no Daibouken~ (17 iulie 2004)

### Radio
- Berryz Kobo Kiritsu! Rei! Chakuseki! (30 martie 2005)

### Internet
- 12th Hello Pro Video Chat (Hello! Project on Flets) (3 iunie 2005)